# Beralku

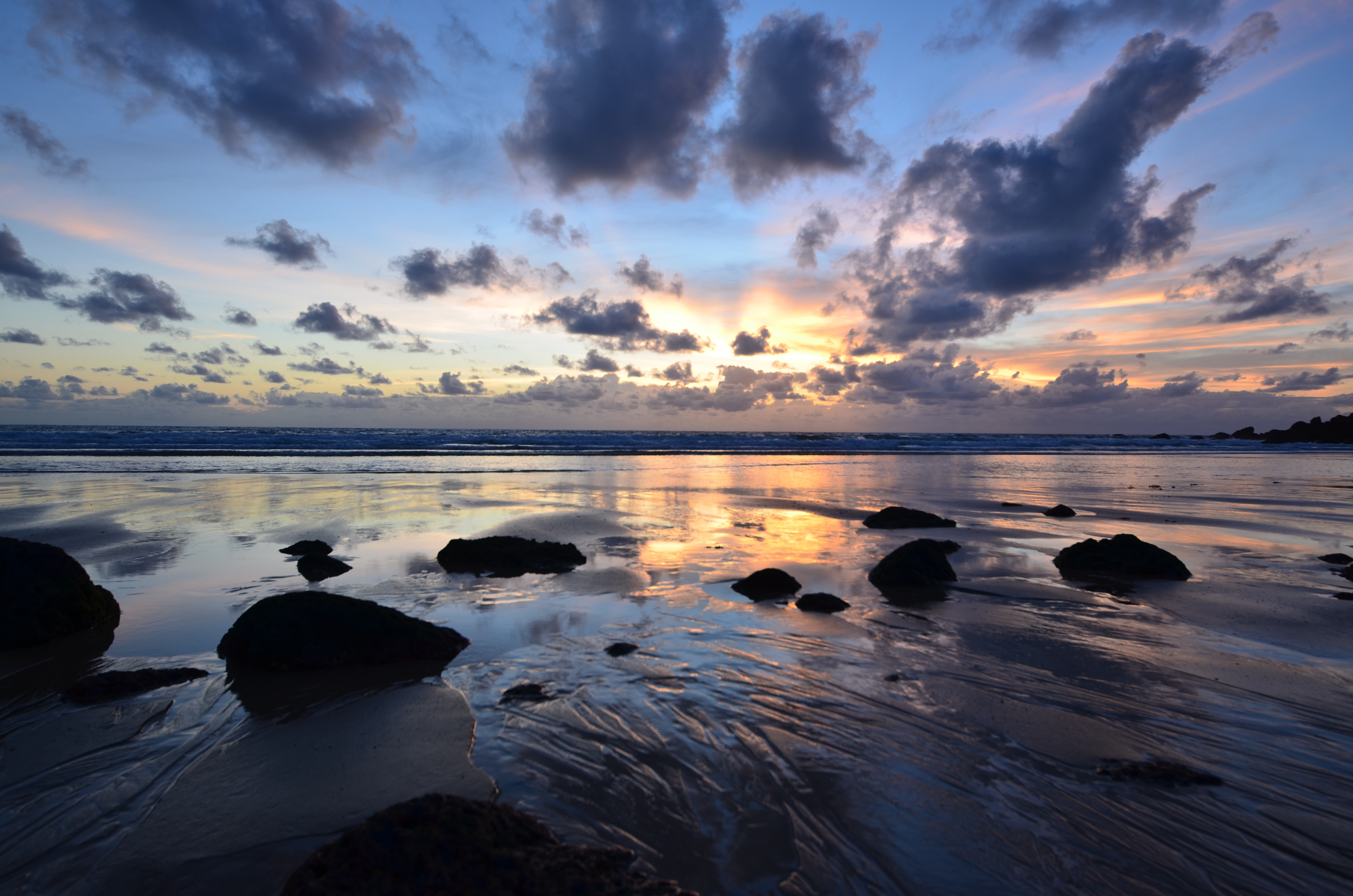
À l'est de la Terre d'Arnhem

Dans la mythologie des Aborigènes d'Australie, Beralku est l'île des morts et l'endroit d'où vinrent les Djanggawul, les esprits triplés (deux sœurs et un frère) qui créèrent le paysage et la flore d'Australie. 
Elle se situerait à l'est de la Terre d'Arnhem, au-delà des mers.
Là réside Barnumbirr, l'esprit créateur de la mythologie des Yolngu assimilé à la planète Vénus qui guida les Djanggawu. Pour les Yolngu, à l'ascension de Vénus quelques heures avant l'aube, une corde de lumière relie  l'astre à l'île de Beralku et permet de communiquer avec les ancêtres, dont les âmes sont retournées sur l'île à leur mort.